# Бріттані О'Браєн
Бріттані О'Браєн (англ. Brittany O'Brien, 27 травня 1998) — австралійська стрибунка у воду.
Учасниця Олімпійських Ігор 2016 року, де в стрибках з 10-метрової вишки посіла 15-те місце.